# Stéphane Barsacq
Pour les articles homonymes, voir Barsacq.
Stéphane Barsacq, né le 26 août 1972, est un écrivain, éditeur et journaliste français.

## Biographie
Fils du sculpteur Goudji et petit-fils du dramaturge, André Barsacq, après une enfance passée à Moscou, Stéphane Barsacq fait ses études à Paris au lycée Condorcet puis à l'université de Paris IV.
De 1996 à 2004, il travaille pour le groupe Figaro (Le Figaro, Madame Figaro, Figaro Étudiant), puis, à dater de 1999 , comme grand reporter pour Le Figaro Magazine,. Outre ses grands reportages, il y publie des portraits de Jean-Paul II et des entretiens avec des personnalités telles que Pierre-Gilles de Gennes, Georges Charpak, André Brahic, Balthus, Roberto Matta, Henri Cartier-Bresson, Umberto Eco, Ismaïl Kadaré, Theodore Zeldin, Salman Rushdie, Jacqueline de Romilly, Gotlib, Morris ou George Steiner.
Depuis 2004, il publie dans diverses revues : Europe, Commentaire ou La Quinzaine littéraire.
Il fait également partie du comité de rédaction de la revue Nunc.
Il habite rue André-Barsacq (18e arrondissement de Paris), dans l'appartement où son grand-père puis son père ont vécu.

## L'éditeur
En 2001, il devient directeur de collection pour les Éditions Tallandier, puis en 2002 directeur littéraire pour les Éditions Robert Laffont, où il participe aussi au comité éditorial de la collection « Bouquins ».
En 2009, il rejoint les éditions Albin Michel.

## L'écrivain
Stéphane Barsacq a publié un essai d’esthétique (Goudji, Éditions de l’Amateur, 2002), un essai sur la musique (Johannes Brahms, Actes Sud, 2008), deux anthologies spirituelles au Seuil, l’une dédiée à saint François d’Assise, l’autre à Simone Weil, ainsi que de nombreuses études sur le phénomène poétique  (Charles Baudelaire, Armel Guerne, Edmond Jabès...) ou des grands écrivains (Léon Tolstoï, Romain Rolland, André Suarès...)
En 2011, il consacre un essai à Emil Cioran, au sujet duquel Didier Cahen écrit dans Le Monde : « L'essai de Stéphane Barsacq mené avec un brio indéniable donne finalement la vision stimulante d'un Emil Cioran au clair avec lui-même » .
En 2014, il écrit une monographie sur Arthur Rimbaud, dont Patrick Kéchichian rend compte dans La Croix : « Avec rigueur et détermination, en considération de tous les éléments disponibles mais loin des gloses savantes, il fait un pas de côté et parvient à camper, dans toutes ses dimensions, un Rimbaud bien réel, sensible à son temps (la guerre de 1870), "ni le Diable ni le bon Dieu", comme le disait Verlaine, mais simplement "très grand poète" ».
En 2016, il publie Le piano dans l'éducation des jeunes filles, son premier roman que Franz-Olivier Giesbert commente de la sorte : « Un livre très charmant avec un brin de nostalgie qui est presque une antithèse avec les livres de la littérature contemporaine. Un livre qui fait du bien ». Il reçoit le prix Roland de Jouvenel, décerné par l'Académie française.
En 2016 encore, Stéphane Barsacq est l'un des commissaires de la première exposition rétrospective consacrée à l'œuvre du peintre russe Léon Bakst, une exposition organisée sous son impulsion par la Bibliothèque nationale de France et présentée à l'Opéra de Paris.